# Newsmaster
Ursprünglich bezeichnet Newsmaster den Systemadministrator eines Usenet-Newsservers. Der Begriff entstand analog zu Role-Accounts wie Webmaster oder Postmaster. Während die beiden letztgenannten Begriffe sich jedoch so weit etabliert haben, dass sie im RFC 2142 dokumentiert sind, sind für die Funktion des Newsserver-Administrators die Rollennamen Usenet und News zugewiesen.
In neuerer Zeit versteht man unter dem Begriff Newsmaster auch die Person, die Nachrichten und Meldungen recherchiert, filtert und im Kontext auf einer Website zur Verfügung stellt. Die Funktion ähnelt somit dem Webmaster, wobei der Fokus jedoch mehr auf Web-Feeds (insbesondere per RSS oder Atom) und weiteren Techniken liegt, die oft unter dem Schlagwort Web 2.0 zusammengefasst werden.